# Perigonica fermata
Perigonica fermata är en fjärilsart som beskrevs av Smith 1911. Perigonica fermata ingår i släktet Perigonica och familjen nattflyn. Inga underarter finns listade i Catalogue of Life.